# 55320 Busler
55320 Busler è un asteroide della fascia principale. Scoperto nel 2001, presenta un'orbita caratterizzata da un semiasse maggiore pari a 2,9803190 UA e da un'eccentricità di 0,0599500, inclinata di 5,02395° rispetto all'eclittica.